# Artem Andrijovics Fedeckij
Artem Andrijovics Fedeckij (ukránul: Артем Андрійович Федецький; Novovolinszk, 1985. április 26. –) ukrán válogatott labdarúgó, a FK Dnyipro játékosa.
Az ukrán válogatott tagjaként részt vett a 2016-os Európa-bajnokságon.

## Sikerei, díjai
Sahtar Doneck
- UEFA-kupa győztes (1): 2008–09

Dnyipro Dnyipropetrovszk
- Európa-liga döntős (1): 2014–15